# Ready for the Floor
Ready for the Floor è un singolo del gruppo musicale britannico Hot Chip, pubblicato nel 2008 ed estratto dall'album Made in the Dark.

## Tracce
1. Ready for the Floor
2. Shake a Fist (Diplo's Noise of Art Remix)
3. Bubbles They Bounce
4. Ready for the Floor (Soulwax Dub)
5. Ready for the Floor (music video)

## Video
Il videoclip della canzone è stato diretto da Nima Nourizadeh.

## Classifiche
| Classifica (2008) | Posizione raggiunta |
| ----------------- | ------------------- |
| Regno Unito       | 6                   |